# Institut Agama Islam Negeri

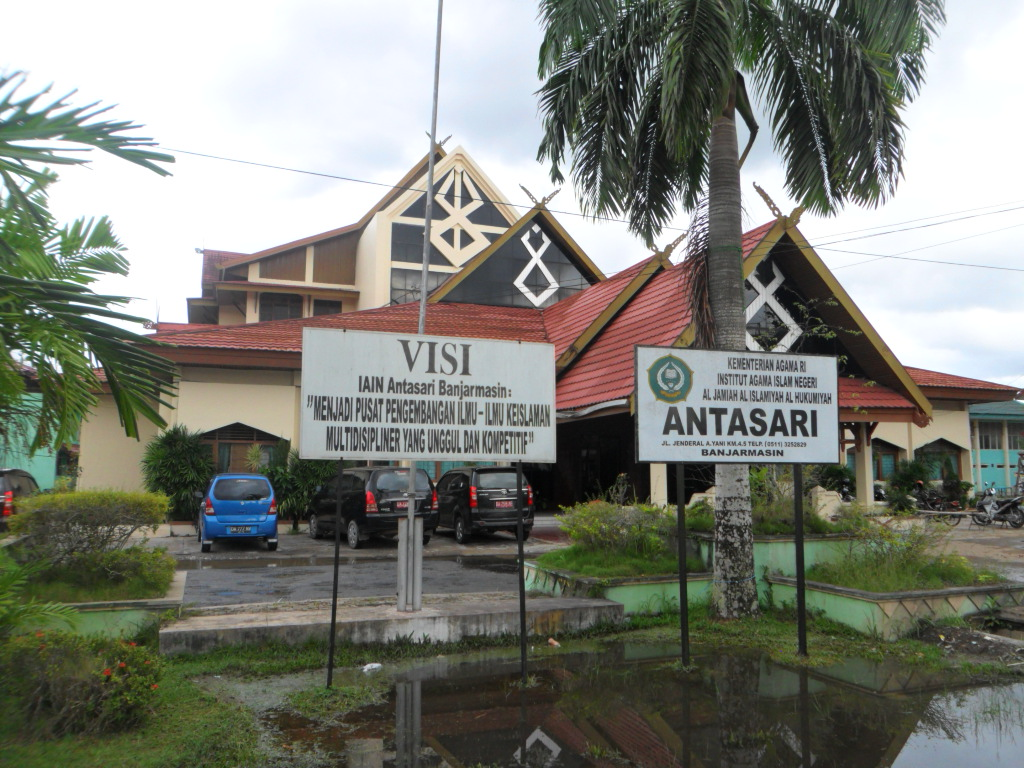
Das Institut Agama Islam Negeri Antasari in Banjarmasin, eine kleinere IAIN in Süd-Kalimantan

Als Institut Agama Islam Negeri („Hochschule für islamische Religion“; IAIN) werden in Indonesien mittelgroße staatliche Hochschulen bezeichnet, die der Vermittlung islamisch-religiöser Bildung dienen. Die IAIN-Hochschulen sind in Indonesien von entscheidender Bedeutung sowohl für die Definition von Rechtgläubigkeit als auch für die kulturelle Vermittlung westlicher Philosophie und Wissenschaft. Absolventen dieser Institutionen sind in Indonesien als Lehrer für islamische Wissenschaften, Englisch und andere Fächer in Madrasas, Pesantrens und öffentlichen Schulen tätig. Viele von ihnen arbeiten auch als soziale oder politische NGO-Aktivisten, Journalisten oder Leiter sozio-religiöser Organisationen. Somit bilden Absolventen dieser Institutionen den „Kern der städtischen islamischen Gesellschaftsstruktur“ (nucleus of the urban Islamic social structure) in Indonesien. Im Jahre 2010 gab es in Indonesien insgesamt 35 IAIN-Hochschulen. Da mehrere IAINs danach zu staatlichen Islam-Universitäten ausgebaut wurden, ging ihre Anzahl bis 2017 auf 25 zurück. Während bis in die 1970er Jahre die Beschäftigung mit dem Islam an den IAINs von einem normativen Ansatz geprägt war, wird dort nach grundlegenden Reformen in den 1980er Jahren und der Entsendung von zahlreichen Studierenden an westliche Universitäten unter Zugrundelegung eines breiteren Spektrums historischer, soziologischer und empirischer Ansätze geforscht, mit dem Ziel, „die sozialen und historischen Realitäten in engere Wechselwirkung mit religiöser Erfahrung zu bringen“.

## Aufbau

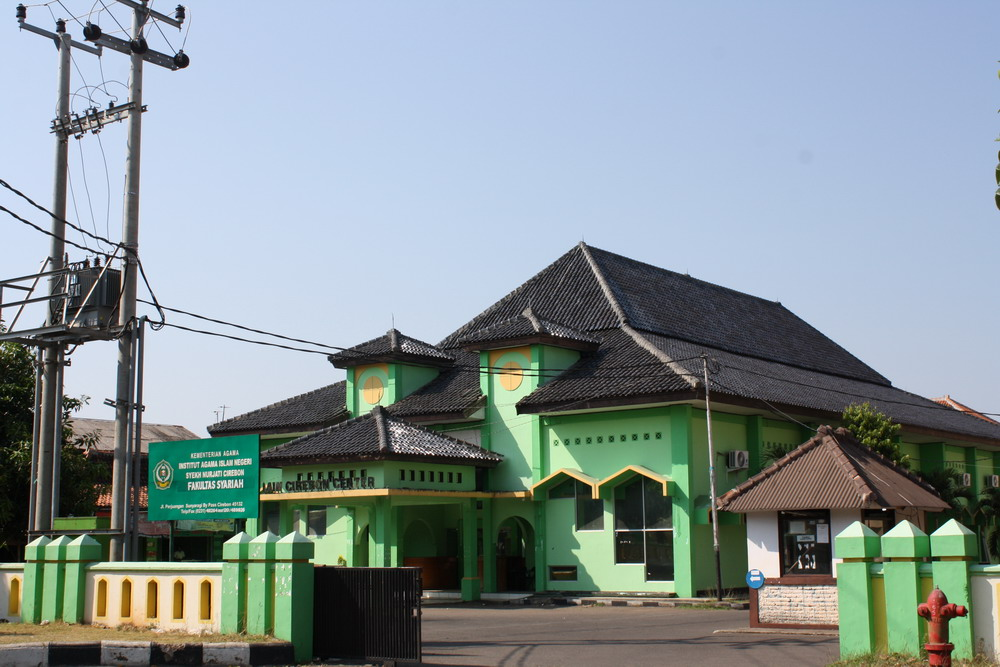
Das Gebäude der Syariah-Fakultät der IAIN Syekh Nurjati in Cirebon

In der Regel verfügen IAIN-Hochschulen über mindestens vier von fünf Fakultäten mit den folgenden Ausrichtungen: Dakwah (Missionswissenschaft), Tarbiyah (Religionspädagogik), Syariah (islamisches Recht), Adab (islamische Kultur) und Ushuluddin (Theologie). Damit stehen sie zwischen den kleineren Islam-Hochschulen des STAIN-Typs (Sekolah Tinggi Agama Islam Negeri), die nur aus einer oder zwei Fakultäten bestehen, und den Staatlichen Islam-Universitäten (Universitas Islam Negeri; UIN), die auch über nichtreligiöse Fakultäten und Studienprogramme verfügen. Wie die STAINs und UINs sind sie dem Ministerium für religiöse Angelegenheiten unterstellt, allerdings muss der nicht-religiöse Lehrplan vom Bildungsministerium geprüft und genehmigt werden. Jede Fakultät bietet mehrere verwandte Studiengänge an. Seit 1981 ist an den IAINs ein Studium auf Bachelor-, Master- und Promotionsebene möglich.

## Namensgebung

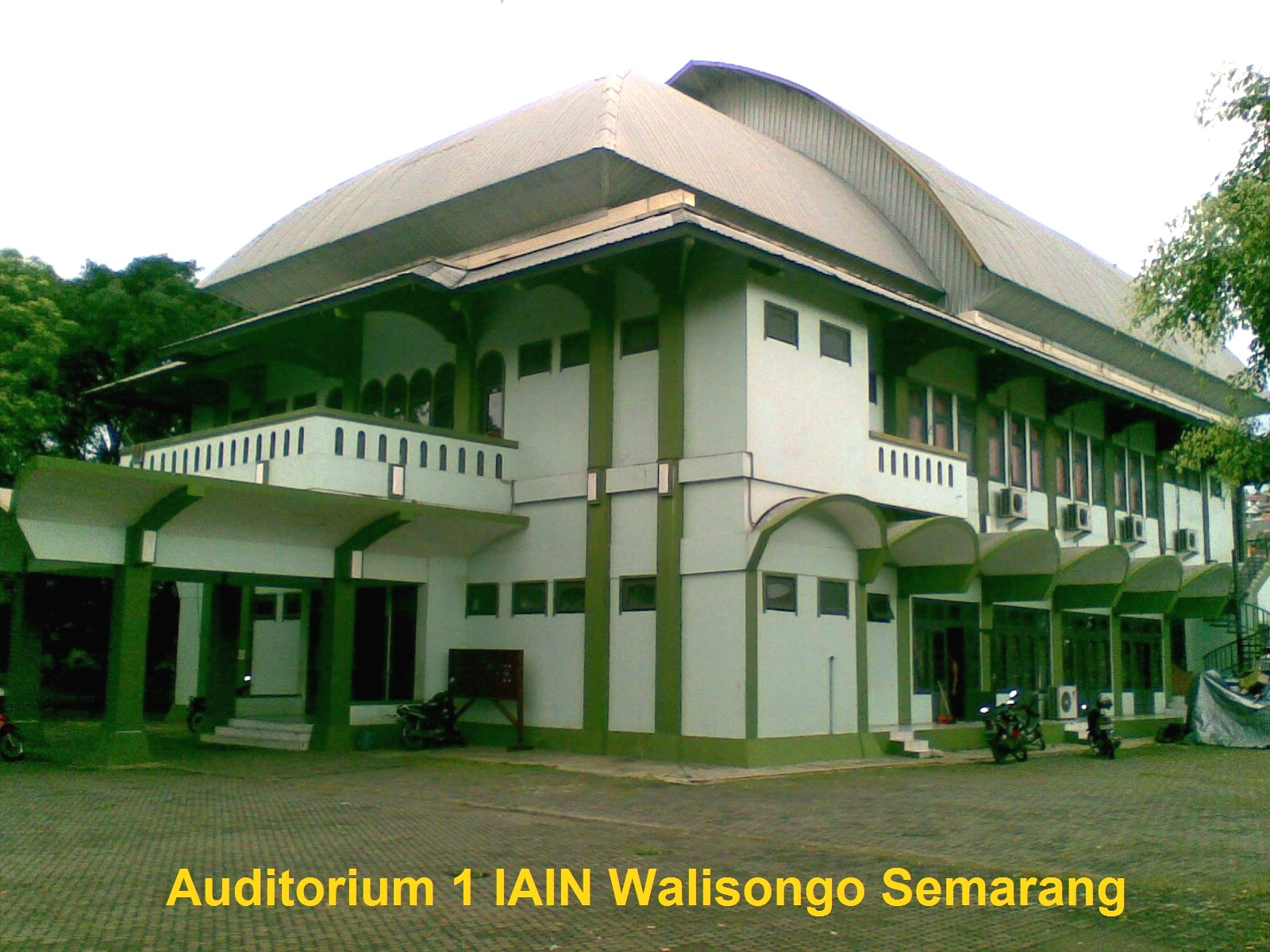
Der Haupthörsaal der IAIN Walisongo in Semarang

Die Verbindung zu älteren islamischen Traditionen wird bei den IAIN häufig durch einen Namenszusatz hervorgehoben, der auf eine lokale islamische Persönlichkeit verweist. Der vollständige Name der IAIN von Surabaya lautet beispielsweise IAIN Sunan Ampel Surabaya. Sunan Ampel und die Namensgeber vieler Hochschule auf Java gehören zu den neun Heiligen (Walisongo), die den Islam nach Java brachten. Der Campus von Semarang ist nach allen neun benannt und heißt IAIN Walisongo. Es gibt aber einige wenige Ausnahmen von diesem Muster der Namensgebung. So haben die IAIN von Nordsumatra, die IAIN Surakarta und die IAIN Mataram keinen solchen Namenszusatz.

## Geschichte

### Anfänge
Vorläufer der IAIN-Hochschulen waren zwei Gründungen des Indonesischen Religionsministeriums, nämlich zum einen das 1951 gegründete Perguruan Tinggi Agama Islam Negeri („Staatliche Hohe Bildungsanstalt für die islamische Religion“; PTAIN) in Yogyakarta, das sich auf die Ausbildung von Islamlehrern für Schulen mit staatlichen Lehrplänen konzentrierte, und zum anderen die 1957 gegründete Akademi Dinas Ilmu Agama („Amtliche Akademie für Religionswissenschaft“; ADIA) in Jakarta, die der Ausbildung von Regierungsbeamten im Religionsministerium diente. 1960 wurden ADIA und PTAIN in zwei IAIN-Hochschulen umgewandelt, nämlich die IAIN Syarif Hidayatullah in Jakarta und die IAIN Sunan Kalijaga in Yogyakarta. Von der zweiten Hälfte der 1960er bis zu den frühen 1970er Jahren wurden weitere IAINs in Provinzhauptstädten sowie „Zweigfakultäten“ in kleineren Städten gegründet. Ursprünglich wurden die IAIN-Hochschulen als Hochschulen für Pesantren- und Madrasa-Absolventen gegründet. Deshalb waren die größten Fakultäten in den IAIN-Hochschulen diejenigen für Syari'ah und Tarbiyah. Bis heute haben die meisten Studenten und Dozenten der IAIN-Hochschulen einen Pesantren-Hintergrund. Umgekehrt unterrichten auch viele IAIN-Studenten nach ihrem Abschluss an Pesantrens.

### Die Reformen in den 1970er und 1980er Jahren

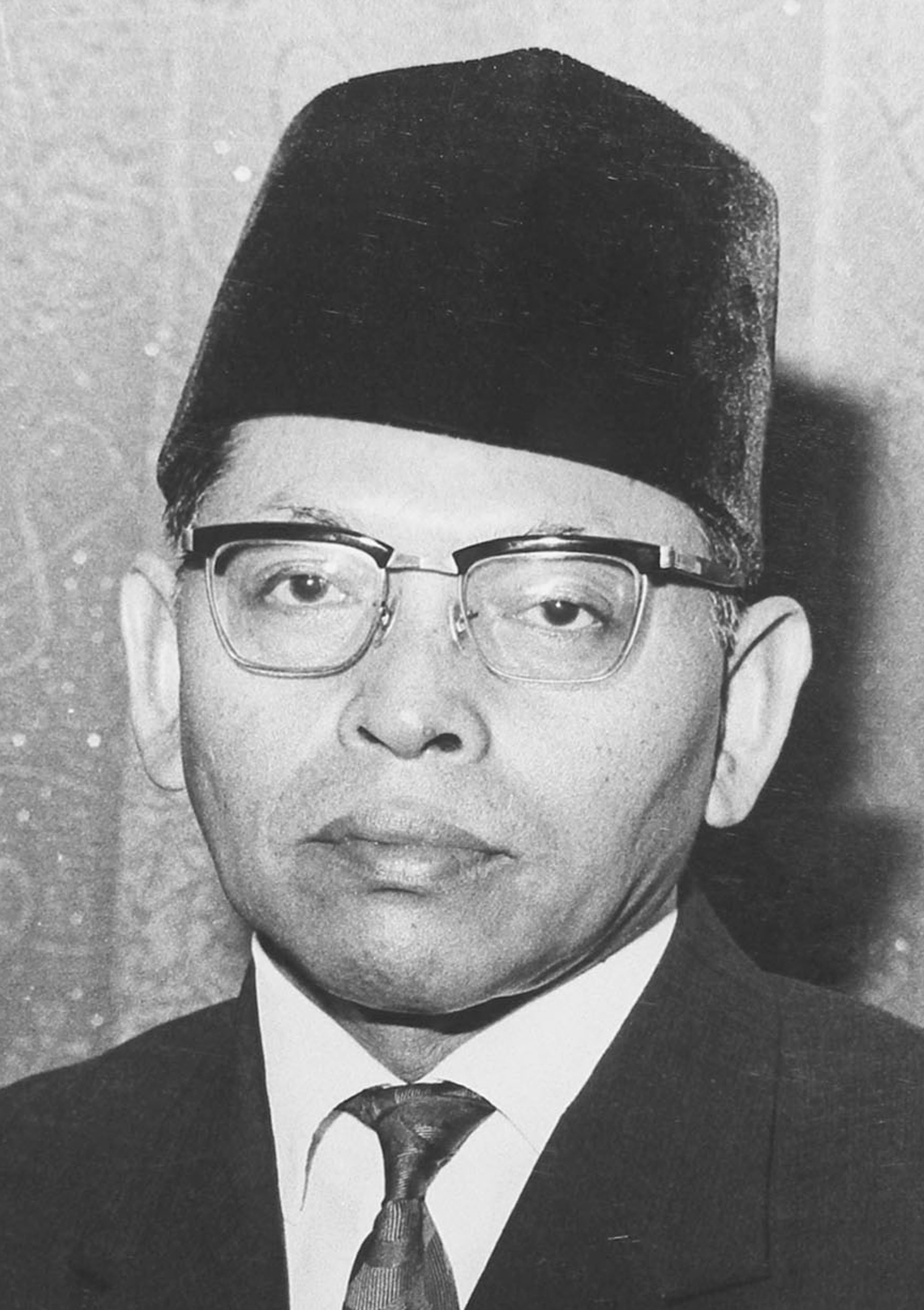
Mukti Ali, unter dessen Ägide als Religionsminister die Reform der IAIN-Hochschulen stattfand

Bis zum Ende der 1960er Jahre waren die IAIN-Hoschulen sehr stark auf Azhar-Universität in Kairo ausgerichtet und pflegten eine ausschließliche Bindung an die schafiitische Rechtsschule. Diese Ausrichtung wurde für die Engstirnigkeit der Alumni der IAIN verantwortlich gemacht sowie für ihre Scheu vor rationalem Denken und ihre Abneigung, Gegenwartsfragen zu diskutieren. Eine Haltungsänderung ergab sich erst, als 1969 Harun Nasution, der ein Studium an der McGill University in Montreal abgeschlossen hatte, eine Position als Dozent an der IAIN von Jakarta akzeptierte und einen breiteren wissenschaftlichen Ansatz mit sich brachte. Er strebte danach, in den IAINs die Grundlagen für eine intellektuelle Tradition zu schaffen, die Studenten die Möglichkeit bieten sollte, ihre Meinung offen zu äußern und etablierte Lehren kritisch zu hinterfragen. Ein anderer McGill-Absolvent, Abdul Mukti Ali (gest. 2004) wurde beauftragt, in den IAINs die Disziplin der Vergleichenden Religionswissenschaft einzuführen, unter anderem mit dem Ziel, größere religiöse Toleranz zu fördern. Nachdem er 1971 Religionsminister geworden war, ernannte er 1973 seinen früheren Mitstudenten Harun Nasution zum Rektor der IAIN Jakarta. Er führte an dieser Hochschule eine Anzahl von Lehrplanreformen durch, die wenig später im gesamten indonesischen staatlichen Hochschulsystem übernommen wurden. So führte er zwei Fächer ein, die vorher an den IAINs quasi verboten waren, nämlich Philosophie und tasawwuf (Sufismus).
Außerdem wurde in den IAINs nun Freiheit für religiöses Denken gewährt. Das schloss nicht nur die Möglichkeit ein, alle Lehrrichtungen im Fiqh zu studieren, sondern bedeutete auch, dass die Beschäftigung mit der als häretisch betrachteten Muʿtazila, dem teilweise exzessiven Sufismus und den ebenso verpönten Lehren von Muhyī d-Dīn Ibn ʿArabī erlaubt wurde. Dadurch sollten die Studierenden, wie Azyumardi Azra schreibt, offener und toleranter gegenüber unterschiedlichen religiösen Interpretationen werden und so den spezifisch indonesischen Wasaṭiyya-Islam (Mittelweg-Islam) stärken.
In den 1970er und 1980er Jahren wurden mehrere hundert weitere IAIN-Studenten zur Ausbildung an das Institute of Islamic Studies der McGill University geschickt. Die frühen IAIN-Bemühungen um Modernisierung waren von Fazlur Rahman beeinflusst, der bis zu seinem Tod im Jahre 1988 an der Divinity School der Universität Chicago unterrichtete. Während der Amtszeit von Munawir Sjadzali als Religionsminister (1983–1988) und Leiter von MORA (1983–1994) wurde dieses Programm ausgeweitet und Professoren in die Vereinigten Staaten, Australien und andere westliche Länder entsandt, um dort höhere Abschlüsse in den Sozial- und Geisteswissenschaften zu erlangen. Dort lernten sie, bei der Untersuchung von Religion ihre eigene religiöse Perspektive zurückzustellen.
In den 1980er Jahren, als viele IAIN-Fakultätsmitglieder im Westen studierten, begannen einige IAIN-Fakultäten, ihr Fächerspektrum auszuweiten. So bot zum Beispiel die Dakwah-Fakultät der IAIN von Bandung als Islamische Lebensberatung, Kommunikationswissenschaft, Islamischen Rundfunk und Journalismus als neue Hauptfächer an. In einigen IAIN-Hochschulen wie derjenigen von Jakarta wurden die Islamischen Studien nun nicht mehr über die Kompetenz bei der Rezitation definiert. Der Einfluss der Reformen blieb allerdings erst einmal auf die zentralen IAINs beschränkt, während die IAINs in der Peripherie davon unberührt blieben. Der Großteil der IAINs ähnelte in den 1990er Jahren immer noch dem, was in Nordamerika Bible College bekannt ist, Orten, an denen auf Grundstudiumsniveau heilige Texte, religiöses Leben, Predigt und Seelsorge studiert werden.

### Die Annahme der Reformen in der Gesellschaft
Mit ihren Reformen trugen die IAINs erheblich zum muslimischen intellektuellen Boom bei, der Indonesien seit den späten 1970er Jahren erfasste. Absolventen der reformierten IAINs spielten eine wichtige Rolle bei der Modernisierung islamischer Bildungseinrichtungen und bei der Entwicklung anderer islamischer Institutionen wie islamischen Banken. Nach dem Sturz von Suharto im Jahre 1998 wurden im Rahmen der Liberalisierung der indonesischen Politik und der Einführung der Demokratie immer mehr IAIN-Absolventen auf nationaler und lokaler Ebene politisch aktiv. Der liberale Ansatz der IAINs und die Einbeziehung von historischen und soziologischen Ansätzen werden auch von malaysischen Studierenden sehr geschätzt. Sie geben sie als Grund an, warum sie lieber in Indonesien studieren als an malaysischen Hochschulen, obwohl diese zumeist besser eingerichtet sind.
In traditionellen islamischen Milieus Indonesiens gab es aber die Sorge, dass die IAIN-Hochschulen nach den Reformen nicht mehr die Kenntnisse vermittelt, die man von zukünftigen ʿUlamā' erwartete. So waren einige IAIN-Absolventen nicht mehr in der Lage, die traditionelle religiöse Kommentarliteratur (kitab kuning) zu lesen. Um die wahrgenommene Unzulänglichkeit einer IAIN-Ausbildung auszugleichen, absolvierten einige Schüler aus Familien traditioneller Kyai-Gelehrter, eine zweifache Ausbildung, indem sie zunächst einen sehr traditionellen Pesantren besuchen und dann einen Abschluss am IAIN machen. Außerdem wurden Apostasie-Vorwürfe erhoben. Hartono Ahmad Jaiz, ein Absolvent der IAIN Jakarta des Jahrgangs 1970, verfasste ein Buch mit dem Titel Ada permurtadan di IAIN („An den IAIN gibt es Apostasie“), in dem er viele bekannte Alumni und Dozenten der IAINs beschuldigte, den wahren Pfad des Islams verlassen zu haben.

### Die Flankierung der IAIN-Hochschulen durch STAIN- und UIN-Hochschulen
1996 wurde das indonesische islamische Hochschulsystem durch die Herauslösung der Zweigfakultäten der IAINs und Verselbständigung zu STAINs (Sekolah Tinggi Agama Islam Negeri) um einen zweiten Hochschultyp, der gewissermaßen eine Mini-IAIN darstellt, erweitert. Umgekehrt wurden ab den 2000er Jahren verschiedene IAIN-Hochschulen zu Islam-Universitäten des UIN-Typs ausgebaut, indem ihnen nicht-religiöse Fakultäten angegliedert wurden. Der Wunsch, die eigene Hochschule in eine vollwertige Universität auszubauen, bestand in einigen IAIN-Hochschulen schon seit den frühen 1970er Jahren. Gesetzliche Hindernisse standen diesem Ausbau jedoch im Wege. Nachdem diese Hindernisse von staatlicher Seite beseitigt worden waren, wurde 2002 die IAIN Syarif Hidayatullah in Jakarta erste IAIN zu einer Universität erhoben. Sie erhielt Fakultäten für Wirtschafts- und Betriebswirtschaft, Psychologie, Naturwissenschaften und Technik, Medizin- und Gesundheitswissenschaften sowie Sozialwissenschaften. Bis 2015 wurden neun weitere IAINs zu UINs ausgebaut.
Für die Umwandlung von IAINs zu Islam-Universitäten gab es ein weites Spektrum von Gründen, die vom Einbruch der Einschreibungen über Bedenken hinsichtlich der Beschäftigungsfähigkeit der Absolventen bis hin zu Sorgen, dass Absolventen säkularer Hochschulen ein moralischer Kompass fehle. Historisch betrachtet, waren alle UINs einmal IAIN-Hochschulen oder Zweigstellen von IAINs. Die UIN in Malang zum Beispiel war einmal eine Zweigstelle der IAIN von Surabaya, die in den 1990er Jahren nur Tarbiyah anbot. Deswegen werden viele UINs immer noch als IAINs bezeichnet, selbst wenn sie offiziell schon UIN-Titel erhalten haben.

## Belege
1. 1 2 3  Lukens-Bull: Islamic Higher Education in Indonesia. 2010, S. 3.
2. 1 2 3 4 5 6 7 8  Azyumardi Azra: Institut Agama Islam Negeri. In: Encyclopaedia of Islam, THREE Edited by: Kate Fleet, Gudrun Krämer, Denis Matringe, John Nawas, Devin J. Stewart. Veröffentlicht 2017. doi:10.1163/1573-3912_ei3_COM_30610
3. ↑  Lukens-Bull: Islamic Higher Education in Indonesia. 2010, S. 4.
4. ↑  Lukens-Bull: Islamic Higher Education in Indonesia. 2010, S. 13f.
5. ↑  Lukens-Bull: Islamic Higher Education in Indonesia. 2010, S. 12.
6. ↑  Lukens-Bull: Islamic Higher Education in Indonesia. 2010, S. 13.
7. ↑  Fauzan Saleh: Modern trends in Islamic theological discourse in 20th century Indonesia: a critical study. Brill, Leiden 2001. S. 7.
8. ↑  Lukens-Bull: Islamic Higher Education in Indonesia. 2010, S. 46f.
9. ↑  Lukens-Bull: Islamic Higher Education in Indonesia. 2010, S. 48.
10. ↑  Lukens-Bull: Islamic Higher Education in Indonesia. 2010, S. 49.
11. ↑  Lukens-Bull: Islamic Higher Education in Indonesia. 2010, S. 15, 46.
12. ↑  Lukens-Bull: Islamic Higher Education in Indonesia. 2010, S. 45f.
13. ↑  Lukens-Bull: Islamic Higher Education in Indonesia. 2010, S. 15, 49.
14. ↑  Lukens-Bull: Islamic Higher Education in Indonesia. 2010, S. 16.
15. ↑  Lukens-Bull: Islamic Higher Education in Indonesia. 2010, S. 50.
16. ↑  Lukens-Bull: Islamic Higher Education in Indonesia. 2010, S. 18.
17. ↑  Lukens-Bull: Islamic Higher Education in Indonesia. 2010, S. 16.
18. ↑  Lukens-Bull: Islamic Higher Education in Indonesia. 2010, S. 5.
19. ↑  Lukens-Bull: Islamic Higher Education in Indonesia. 2010, S. 49.
20. ↑  Lukens-Bull: Islamic Higher Education in Indonesia. 2010, S. 17.
21. ↑  Lukens-Bull: Islamic Higher Education in Indonesia. 2010, S. 10.
22. ↑  Lukens-Bull: Islamic Higher Education in Indonesia. 2010, S. 34.
23. ↑  Lukens-Bull: Islamic Higher Education in Indonesia. 2010, S. 16.
24. ↑  Lukens-Bull: Islamic Higher Education in Indonesia. 2010, S. 50.
25. ↑  Lukens-Bull: Islamic Higher Education in Indonesia. 2010, S. 2.